# Lasha Bekauri
Lasha Bekauri (n. 26 iulie 2000, Arkhiloskalo⁠(d), Dedoplis Tsqaro Municipality⁠(d), Kakhesia⁠(d), Georgia) este un judocan ce a reprezentat Georgia, medaliat olimpic. A participat la o ediție a Jocurilor Olimpice (2020) în care a câștigat o medalie de aur.